# Horné Chlebany
Horné Chlebany (in ungherese Felsőhelbény) è un comune della Slovacchia facente parte del distretto di Topoľčany, nella regione di Nitra.